# Col·legiata de Sant Bartomeu
|  | Per a altres significats, vegeu «Església de Sant Bartomeu». |

La col·legiata de Sant Barthélemy (Sant Bartomeu) a Lieja, a Bèlgica, és una església en estil romànic carolingi, construïda de finals del segle xi als últims anys del segle xii. Es caracteritza per les típiques torres a ponent, del romànic del Rin. Va ser restaurada una primera vegada l'any 1876, i una segona vegada entre 1999 i 2006 quan va recuperar els seus colors de pintura a la calç d'origen.
L'interior en barroc francès, resultat d'una modernització que data del segle xviii. Durant l'ocupació francesa i l'abolició del capítol el 1797, va ser transformada en magatzem. El 1803 va ser transformada en església parroquial després del concordat entre l'Església i Napoleó. Durant la primera meitat del segle xix va recuperar moltes obres d'art d'altres esglésies abolides o enderrocades, del qual el més famós és la pica baptismal de bronze, considerada com una de les obres majors de Lieja. És una de les set col·legiates de la ciutat de Lieja: Sant Pere, Santa Creu, Sant Pau, Sant-Joan, Sant Dionís, Sant Martí.
Va conèixer, com la majoria dels edificis religiosos, moltes modificacions en el transcurs dels segles. Tot i això, l'estructura romànica es va conservar. Al segle xviii s'hi van afegir dues naus laterals i es va construir el portal neoclàssic segons els plànols de Jacques-Barthélemy Renoz.

## Història
Va ser construïda sota el regne del príncep-bisbe Balderic II, per iniciativa Godescal de Morialmé, prebost del capítol de la Catedral de Sant Llambert. Aleshores era un camp, fora de les muralles de llavors. Va ser construïda a un lloc on hi havia un petit santuari dedicat a Sant Servasi on hi eren l Garius i Ulbert, dotada d'un capítol de dotze canonges. Va ser consegrada l'any 1015 per Balderic II, successor de Notger. Després del 1025, el bisbe Reginard de Lieja va crear canonges més i el 1043, el bisbe Wazon en porta el nombre a trenta per la fundació de deu noves prebendes.
El 1078, Hermengarda, parent del príncep-bisbe Enric I de Verdun, dota la col·legiata de dos molins i dues cerveseries a Waremme. El capítol de Sant-Barthélemy captava també el delme d'Oud-Heverlee.
En cedir una granja a Lieja l'any 1236, el capítol va estipular que en una eventual explotació de carbó, si s'hi trobés el carbó, l'explotació es faria als costos del propietari i de l'ocupant.

## Patrimoni artístic

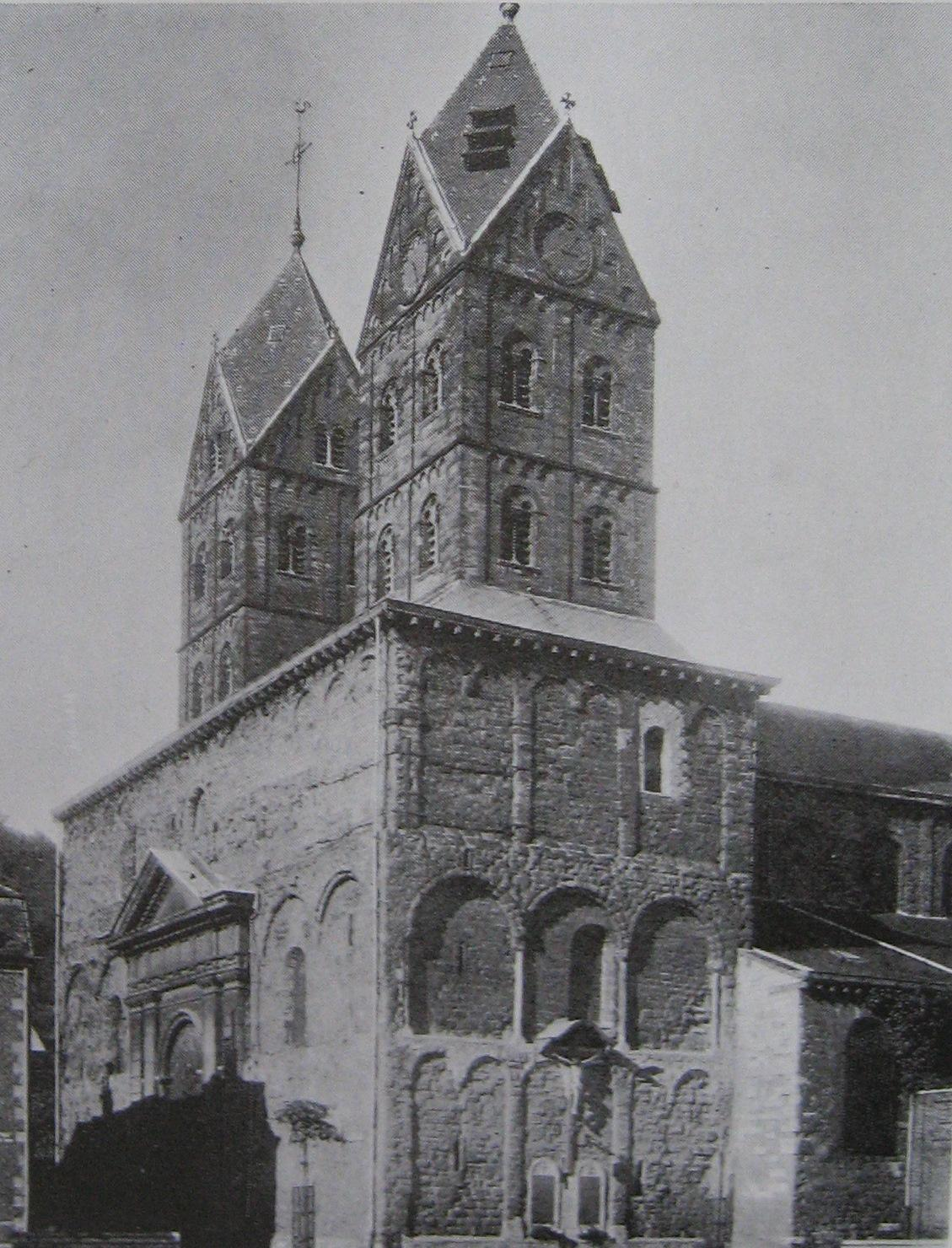
Estat força degradat l'any 1900

L'església conserva moltes obres d'art com ara la pintura La Glorificació de la Santa-Creu pel pintor liégeois Bertholet Flémal, La crucificació d'Englebert Fisen, així com l'estàtua de sant Roc per Renier Panhay de Rendeux (1684-1744).
L'orgue va ser construït entre 1848-1951 per Merklin & Schütze, és un típic instrument romàntic. Va ser restaurat el 2013 pel taller Schumacher Orgelbau d'Eupen.
El carilló és una obra de Matthias van den Gheyn que a l'origen prové de l'Abadia de Val-Sant-Llambert (Seraing) on havia estat instal·lat l'any 1774. L'església de Sant-Barthélemy el va adquirir el 1804 després de la supressió de l'abadia. Té 37 campanes a més d'una de nova dels tallers Causard afegit el 1897. Va funcionar fins al 1945. Va ser desmuntat l'any 1976, per a raons d'inestabilitat de la torre del rellotge. El carilló va ser restaurat entre 2004 i 2014 i s'hi van afegir dotze noves campanes. Pesa un total de 7802 kg. El bordó pesa 900 kg. L'antic tambor-rellotge va ser reemplaçat per un sistema pneumàtic amb un automatisme per a tocar les melodies.
Al carilló sona l'Àngelus a les vuit i a migdia.

## Galeria

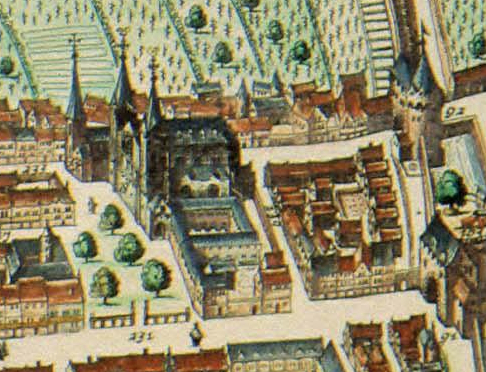
La col·legiata i l'església Sant-Tomàs al segle xvi per Joan Blaeu
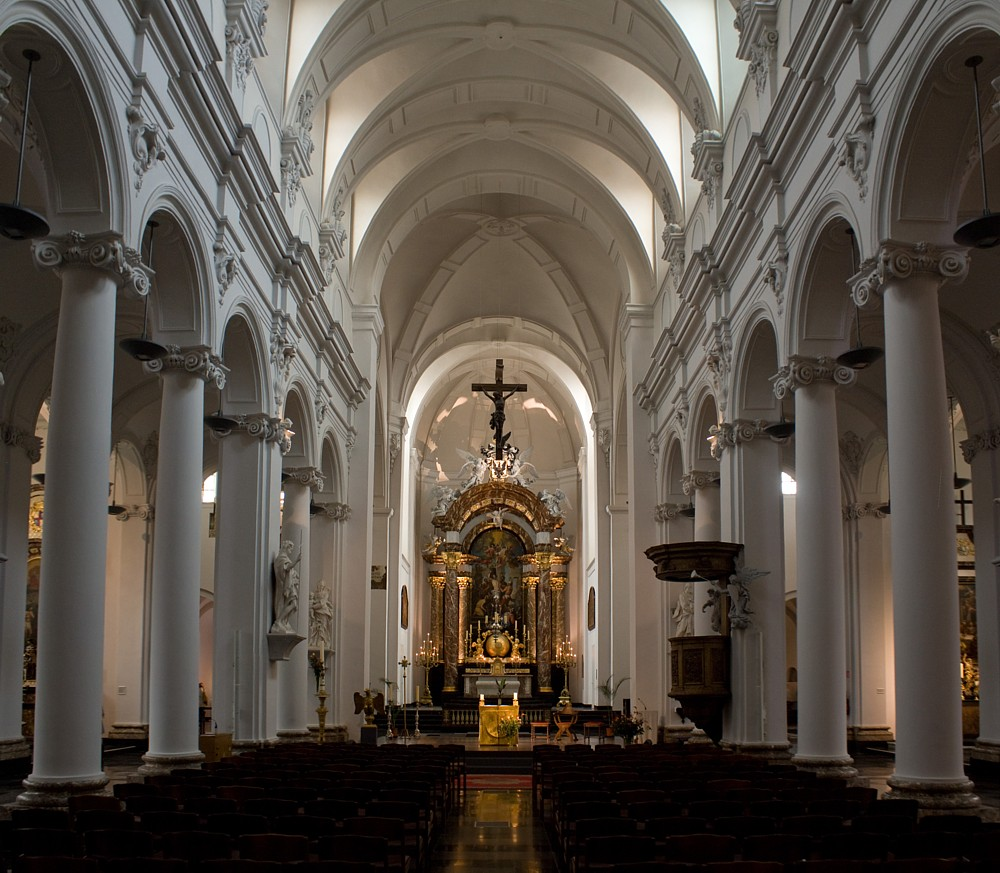
Nau i cor
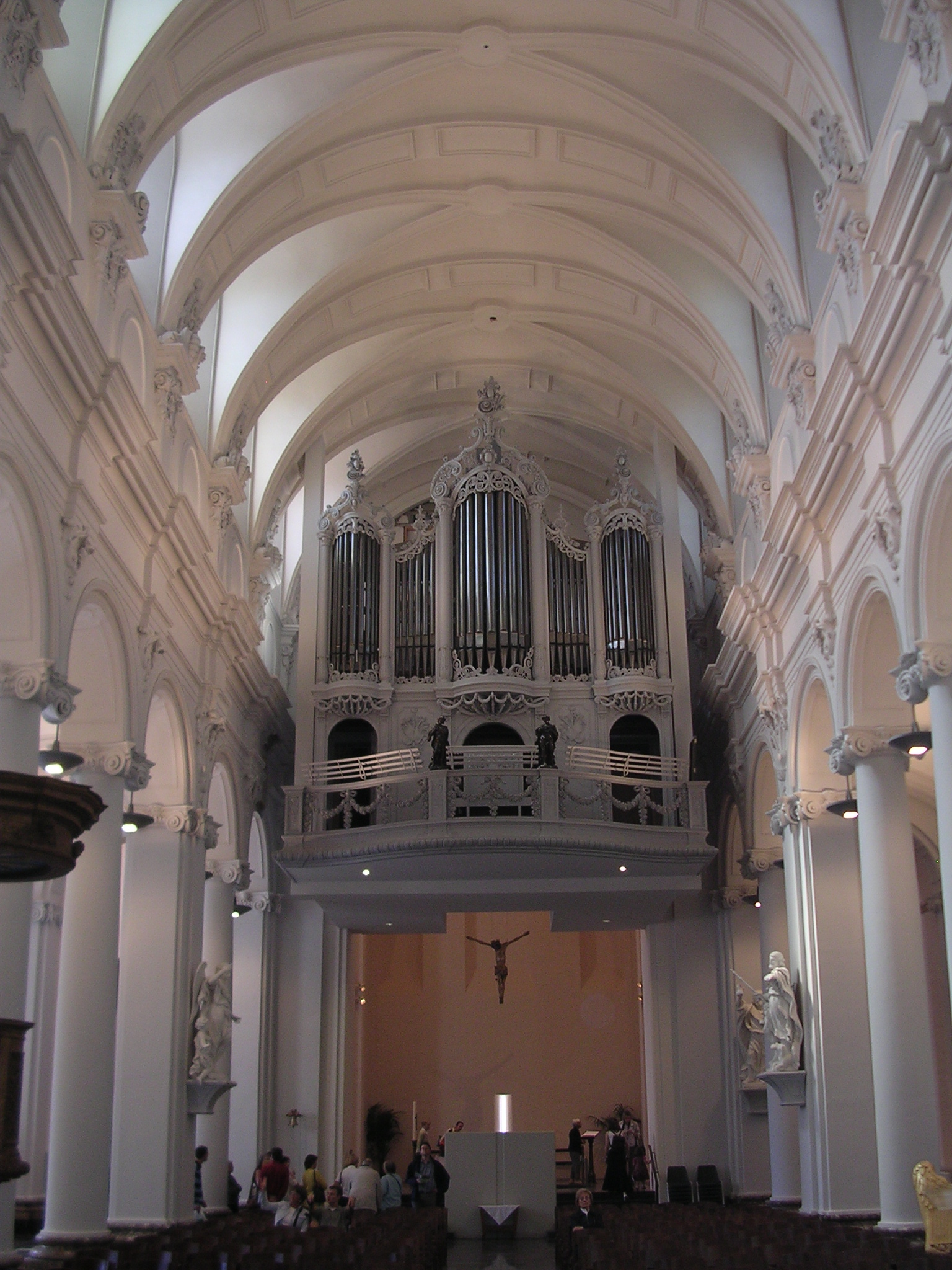
Grans orgues
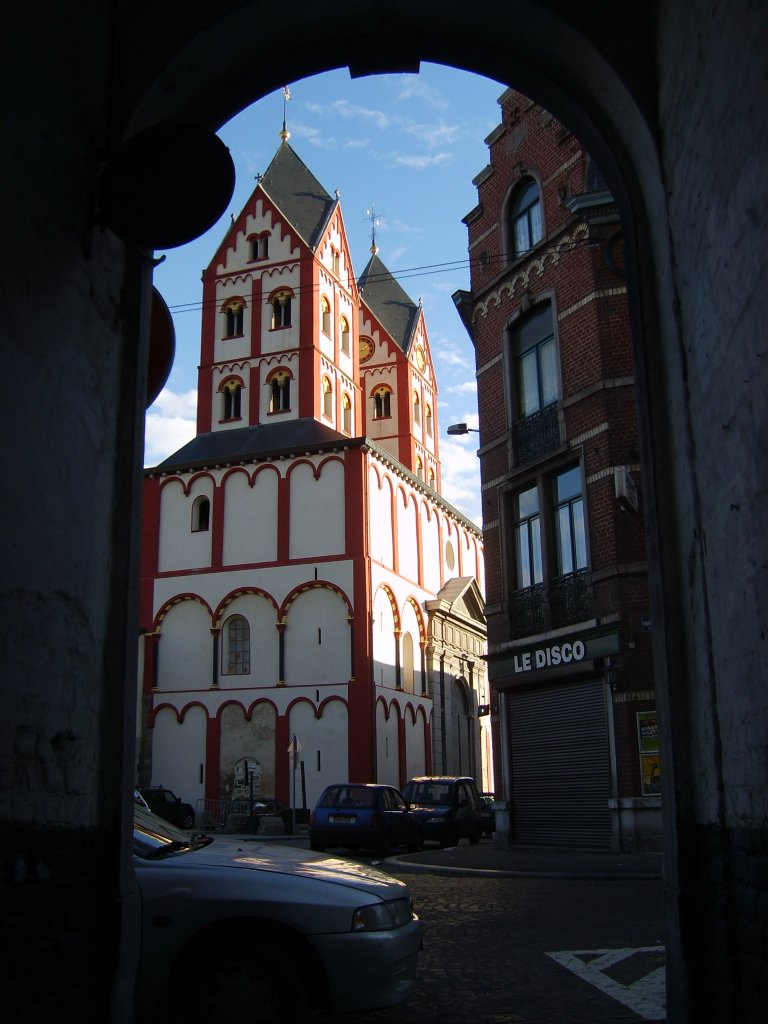
Vista de l'església des del carreró Impasse de la Vignette
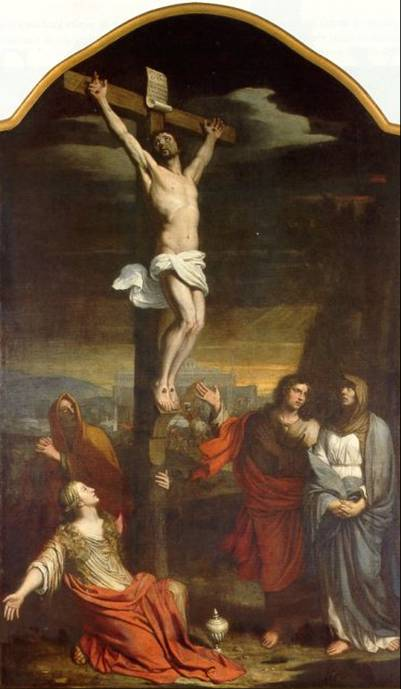
Golgotha, d'Englebert Fisen (1655–1733)
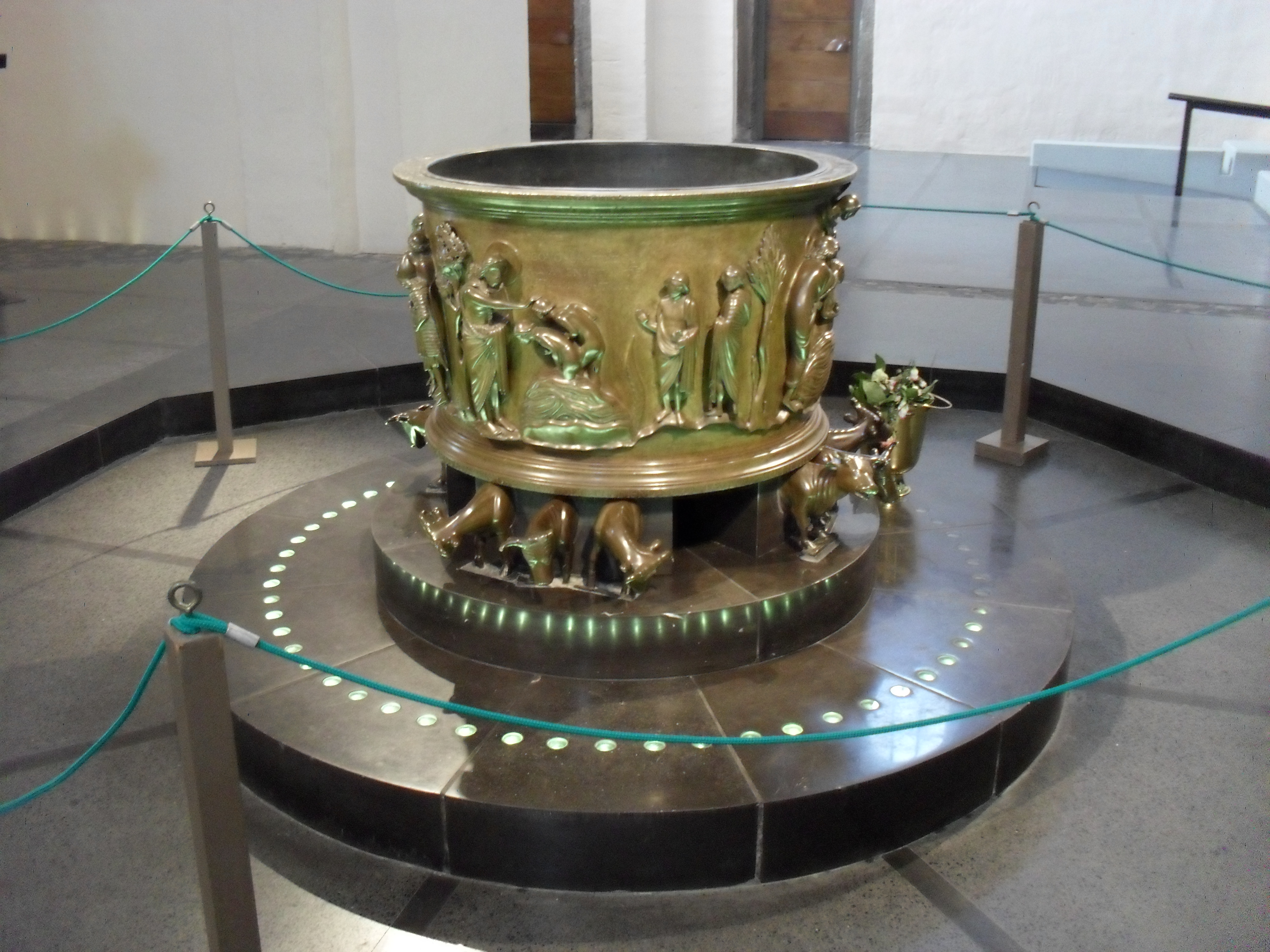
Pila baptismal